# Commonwealth Mogul
Der Commonwealth Mogul war ein von 1919 bis 1922 hergestelltes Taxi. Hersteller war die Commonwealth Motors Corporation aus den USA.

## Beschreibung

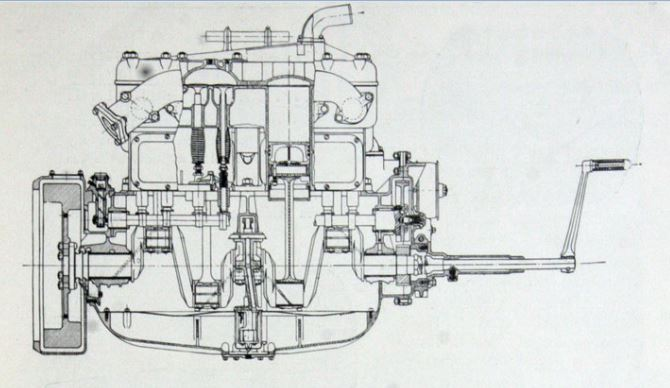
Typischer Buda-Vierzylindermotor für Personenkraftwagen und Nutzfahrzeuge (1920)

Das Fahrzeug war das letzte Modell der Marke Commonwealth und ist weitgehend baugleich mit dem Checker Model C der Checker Motors Corporation.
Der Vierzylindermotor stammt von Buda. Er war vom Typ WU und hat SV-Ventilsteuerung. Er hat 3,625 Zoll (92,075 mm) Bohrung, 5,125 Zoll (130,175 mm) Hub und 3467 cm³ Hubraum.
Das Fahrgestell hat 117 Zoll (2972 mm) Radstand. Zur Wahl standen Limousine und Landaulet. Sie boten Platz für fünf Personen.
Die Karosserien wurden zunächst von der Lomberg Auto Body Manufacturing Company hergestellt. Später kamen sie von der Markin Auto Body Corporation.